# Amata monticola
Amata monticola  là một loài bướm đêm thuộc phân họ Arctiinae, họ Erebidae.